# Байенбург (замок)
Замок Байенбург (нем. Burg Beyenburg) — исторический замок-крепость (ныне не существующий) в долине реки Вуппер в Байенбурге (административная часть города Вупперталь).

## Расположение
Замок располагался на перешейке меандра реки Вуппер рядом с монастырём Штайнхаус. Это позволяло контролировать и охранять местность внутри меандры, заселённой крестьянами и рыбаками. Кроме того, такое положение было очень удачным стратегически, так как замок одновременно охранял важный пограничный мост через реку Вуппер (граница между землями графств Марк и Берг), находившийся в километре от него.

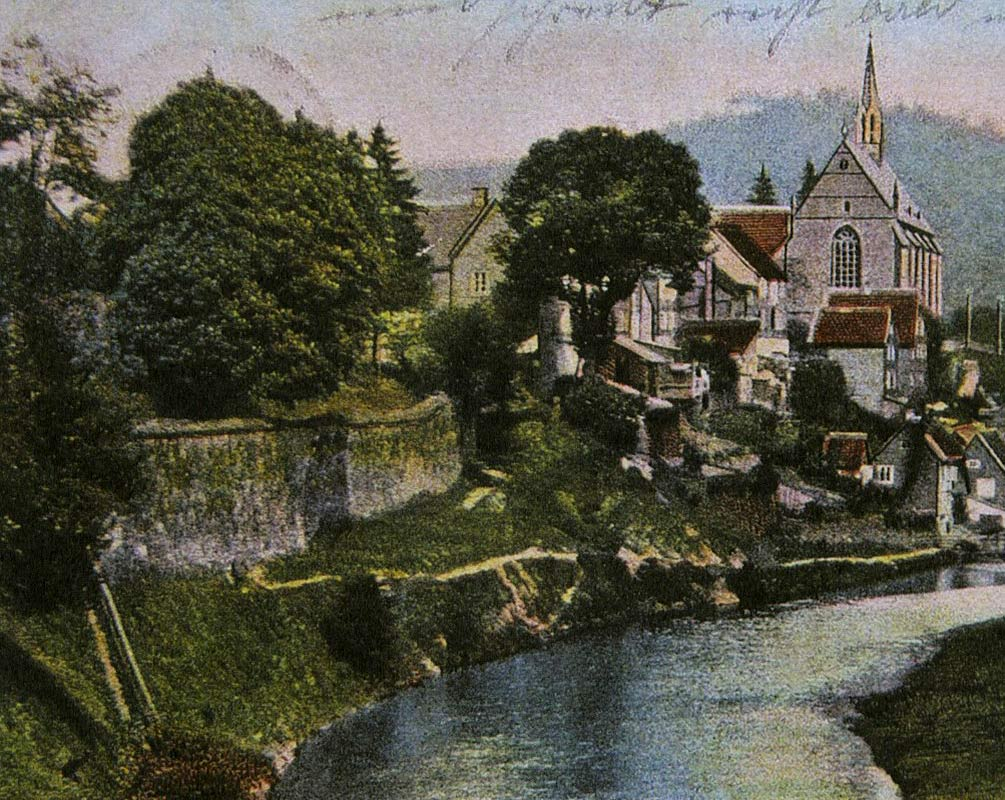
Байенбург со стеной замка на переднем плане, 1904 год

## История
Документально Байенбург был впервые упомянут в 1336 году. Исторические и археологические источники не дают оснований считать датой основания замка именно 1336 год. Замок был построен либо в XIV веке, либо раньше, но в другом месте, по соседству. Последнее предположение напрашивается из-за исключительно выгодного стратегического положения на границе между графствами и на важной торговой и паломнической дороге Кёльн-Дортмунд. Первоначально замок служил графам Берг, а потом герцогам Юлих-Берг в качестве промежуточной резиденции при перемещении графа (герцога), его семьи и свиты по собственным владениям. Особенно часто замок был посещаем в XV веке, поскольку Байенбург был определён как один из административных центров герцогства Юлих-Берг.
Замок был полностью разрушен во время Тридцатилетней войны (1642 или 1646 год).
В настоящее время от замка осталась только ровная не застроенная поверхность над рекой Вуппер, укреплённая двумя каменными кладками опорных стен. Территория бывшего замка находится в частном владении.

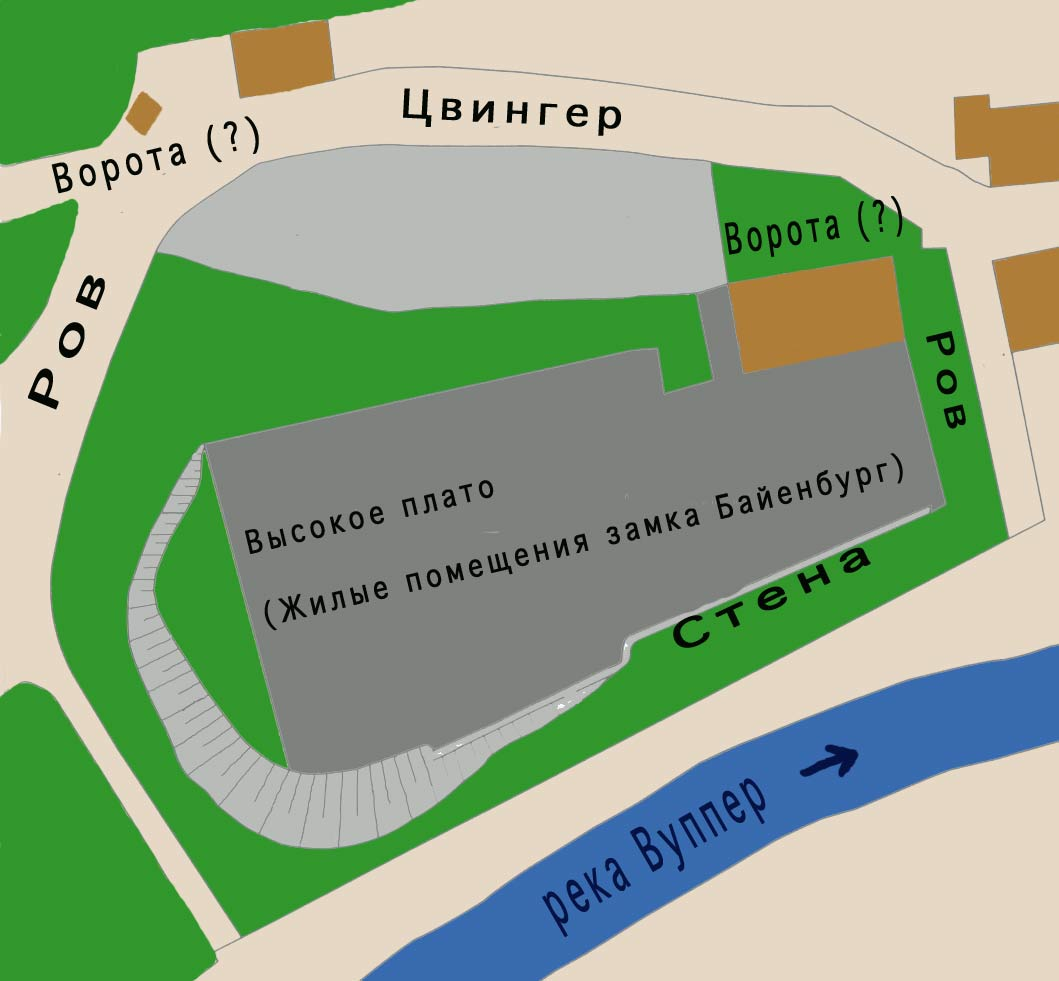
План замка Байенбург по рисунку 1827 года

22 ноября 2004 года это место признано историческим памятником и охраняется законом.